# Jiří Lanský
Jiří Lanský (né le 17 septembre 1933 à Prague et mort le 14 février 2017) est un athlète tchèque ayant concouru pour la Tchécoslovaquie, spécialiste du saut en hauteur. Licencié au Bohemians Praha, il mesure 1,90 m pour 88 kg.

## Biographie

### Palmarès
| Date | Compétition           | Lieu      | Résultat | Performance |
| ---- | --------------------- | --------- | -------- | ----------- |
| 1954 | Championnats d'Europe | Berne     | 2e       | 1,98 m      |
| 1958 | Championnats d'Europe | Stockholm | 2e       | 2,10 m      |
| 1960 | Jeux olympiques d'été | Rome      | 7e       | 2,03 m      |

### Records
| Épreuve         | Performance | Lieu      | Date |
| --------------- | ----------- | --------- | ---- |
| Saut en hauteur | 2,10 m      | Stockholm | 1958 |